# Kurt Gauger
Kurt Emil Otto Gauger est un médecin psychiatre allemand né le 10 mars 1899 à Stettin et décédé le 3 octobre 1959 à Düsseldorf.

## Biographie
Il a été un des proches collaborateurs de Matthias Göring et vice-président de l'Institut Göring. C'était un nazi convaincu, une rumeur disait qu'il était actif dans des mouvements d'extrême droite (Organisation C) durant sa jeunesse. Après de nombreux voyages, des études en philosophie, il passe son final de médecine en 1931 à Rostock. Il avait dès 1926 eu un contact avec une psychothérapeute jungienne. Il était l'ami de Werner Achelis philosophe et germaniste qui avait été fort critique sur les thèses de Freud sur le rêve. 
Avant de devenir médecin, Gauger s'était essayé dans l'écriture et la poésie romantique, il était aussi devenu directeur directeur de l'Institut du Reich pour le film et l'illustration (Reichsanstalt für Film und Bild). Il avait notamment collaboré à la réalisation du film Die ewige Maske (1935), réalisé par Werner Hochbaum, censé vanter la psychiatrie dynamique sur un texte de Leo Lapaire, joué par l'actrice Olga Tchekhova et Matthias Wiemann. Il peinait par ailleurs à s'affirmer comme psychothérapeute et sa carrière médicale a été grandement encouragée par son appartenance au parti nazi, il était entré  au NSDAP en 1933 ce qui lui permit de devenir médecin militaire à Berlin.